# 가오산펑
가오산펑(중국어 정체자: 高山峰, 병음: Gāo Shānfēng, 한자음: 고산봉, Mountain Kao, 1975년 10월 19일 ~)은 대만의 배우, 가수, 텔레비전 진행자이다.

## 방송
- 취후결정애상니